# OTB International Open 1993
OTB International Open 1993 — тенісний турнір, що проходив на відкритих кортах з твердим покриттям. Належав до World Series в рамках Туру ATP 1993 і турнірів 3-ї категорії в рамках Туру WTA 1993. Відбувся в Скенектаді (США) з 23 серпня до 30 серпня 1993 року. Томас Енквіст і Лариса Нейланд здобули титул в одиночному розряді.

## Фінальна частина

### Одиночний розряд, чоловіки
Томас Енквіст —  Бретт Стівен 4–6, 6–3, 7–6(7–0)
- Для Енквіста це був єдиний титул за сезон і 2-й - за кар'єру.

### Одиночний розряд, жінки
Лариса Савченко —  Наталія Медведєва 6–3, 7–5

### Парний розряд, чоловіки
Бернд Карбахер /  Ольховський Андрій Станіславович —  Байрон Блек /  Бретт Стівен 2–6, 7–6, 6–1
- Для Карбахера це був єдиний титул за сезон і 2-й - за кар'єру. Для Ольховського це був 4-й титул за сезон і 4-й - за кар'єру.

### Парний розряд, жінки
Рейчел Макквіллан /  Клаудія Порвік —  Флоренсія Лабат /  Барбара Ріттнер 4–6, 6–4, 6–2
Шаблон:Турніри Скенектаді
Шаблон:Тур ATP 1993